# Woodstock III
Woodstock III war ein Musikfestival, das am Wochenende des 23. bis 25. Juli 1999 (+ Pre-Show-Programm am 22. Juli) auf der ehemaligen Griffiss Air Force Base in Rome, New York stattfand. Es wurde anlässlich des 30-jährigen Jubiläums des Woodstock-Festivals veranstaltet und war mit Woodstock II das zweite Festival in den 1990er Jahren, das sich in der Tradition des 1969er Festivals sah. Das Festival wurde von gewalttätigen Auseinandersetzungen und Vergewaltigungen überschattet.

## Programm
Zur Eröffnung am Festival-Freitag trat Soul-Sänger James Brown auf. Im Rahmen des Nebenprogramms sangen und beteten tibetanische Mönche, die dem Festival ihren Segen erteilten. Ansonsten setzte sich das Programm überwiegend aus Bands und Solomusikern der damals aktuellen Alternative-Rock- und Nu-Metal-Szene zusammen.

## Organisation
Dem Organisationsteam saßen die beiden erfahrenen Veranstalter Michael Lang, der 1969 die Marke Woodstock ins Leben gerufen hatte, und John Scher, der in der Vergangenheit Shows von den Rolling Stones, Grateful Dead und The Who veranstaltet hatte, von der Agentur Metropolitan Entertainment vor. Jahrelang hatte Michael Lang eine Neuauflage von Woodstock abgelehnt. Erst als seine eigenen Kinder in ein entsprechendes Alter kamen, entschied er in den frühen 1990er Jahren, das Woodstock-Festival wiederaufleben zu lassen, um der folgenden Generation ein besonderes Open-Air-Erlebnis zu ermöglichen. Die Mitarbeiter des Festival-Sicherheitsdienstes trugen gelbe T-Shirts mit der Rückenaufschrift „Peace Patrol“ (dt.: Friedenspatrouille), um nach außen zu signalisieren, dass Harmonie und Frieden als Botschaft von dem Freiluftspektakel ausgehen sollen. Zur Finanzierung des Open Airs boten die Veranstalter eine TV-Übertragung der drei Festivaltage über eine Pay-per-View-Ausstrahlung unter Leitung von TV-Produzent Aaron Sadovsky zum Preis von 59,95 Dollar an. Zum Woodstock-Festival 1999 erschienen über 250.000 Besucher.

## Ausschreitungen
Die Stimmung war von Beginn an aufgrund der Hitze, der hohen Eintrittspreise sowie Essens- und Getränkekosten angespannt. Auch einige Künstler, wie beispielsweise Korn oder The Offspring, stachelten mit ihren aufpeitschenden Bühnenshows, in der u. a. menschengroße Backstreet-Boys-Puppen zerstört wurden, das Publikum an. Andererseits forderte der Sänger von The Offspring, Dexter Holland, dass die sexuellen Belästigungen von Frauen im Publikum aufhören sollen. Singer/Songwriterin Sheryl Crow zeigte sich verärgert über sexistische Zurufe von männlichen Besuchern, die lautstark verlangten, die Musikerin solle ihre Brust entblößen.
Im Moshpit wurden mehrere Besucher schwer verletzt. Als am Samstag die Sonne unterging und Limp Bizkit auf die Bühne kamen, erreichte die Stimmung ihren Siedepunkt und die ersten Tumulte begannen in der Menge. Während des Auftritts von Limp Bizkit sollen mehrere Männer eine Frau direkt vor der Bühne vergewaltigt haben. Auch andernorts auf dem Festivalgelände kam es zu Vergewaltigungen. Es wurden Toiletten zerstört und Absperrbanden herausgerissen, die als Surfboards zum Crowdsurfen benutzt wurden. Auch Limp-Bizkit-Sänger Fred Durst, dem man später den Vorwurf der Anstiftung zu Straftaten machte, beteiligte sich daran und surfte auf einer großen Holzplatte auf den vorderen Publikumsreihen. Mit einem gekaperten Lieferwagen fuhren einige Festivalbesucher, die auf dem Dach des Fahrzeugs tanzten, im Schritttempo quer durch das Publikum in einen Hangar, in dem eine After-Show-Party mit DJ Fatboy Slim gefeiert wurde. Im Laderaum des Lieferwagens soll sich ein bewusstloses Mädchen befunden haben, das vergewaltigt wurde.
Am letzten Festival-Tag am Sonntag randalierten während des Auftrittes der Red Hot Chili Peppers erneut Aufständische und entfachten im Publikum etliche Brände. Zuvor hatten Festival-Mitarbeiter Zehntausende von Kerzen an die Besucher verteilt, damit die Gäste in der abendlichen Dunkelheit beim Konzert ein Lichtermeer entzünden konnten, in dem Moment, in dem die Funk-Rock-Band ihren Song Under the Bridge spielte, als Zeichen gegen Waffengewalt und für den Frieden, in Bezug auf das Columbine-Massaker drei Monate vor dem Woodstock-Festival 1999. Manche Besucher benutzten jedoch die erhaltenen Kerzen missbräuchlich, um damit überall auf dem Areal glutrote Brandherde zu entzünden. Als das Veranstaltungsteam deshalb die Feuerwehr alarmierte, weigerten sich die Wehren aufgrund der unsicheren Gefahrenlage, die von der unberechenbaren Menschenmenge ausging, auszurücken. Nach und nach entwickelte die Zerstörungswut eine sich gegenseitig hochschaukelnde Eigendynamik. Für den Abschluss des Festivals nach den Red Hot Chili Peppers war eine Überraschung angekündigt gewesen. Viele Besucher vermuteten, dass es sich um einen außerplanmäßigen Gastauftritt von Bob Dylan oder Michael Jackson handeln könnte. Stattdessen liefen lediglich alte Archivaufnahmen von Jimi Hendrix über die Videowände der Bühne. Diese Enttäuschung über die versprochene Überraschung erzürnte das Publikum zusätzlich. Im benachbarten Ort wurden Autos und Stände zerstört.
Mitten im brennenden Chaos auf der Griffiss Air Force Base skandierten die enthemmten Randalierer, die zudem einen meterhohen Lautsprecherturm zum Umsturz brachten, parolenartige Songs wie Killing in the Name („Fuck you, I won’t do what you tell me!“) von Rage Against the Machine und Fire Water Burn von der Bloodhound Gang. Darüber hinaus rissen plündernde Vandalen sechs Geldautomaten bei den Verkaufsständen aus der Verankerung, um sie aufzubrechen, und trugen kistenweise Merchandising-Artikel wie T-Shirts und CDs davon. Außerdem standen zwölf LKW-Anhänger, in denen sich Propantanks befanden, in Flammen und sorgten für mehrere Explosionen. Die zweite Bühne auf dem Festivalgelände mit dem Namen „East-Stage“ wurde zerstört und ging ebenfalls in Flammen auf. Die vor Ort berichtende MTV-Crew, darunter TV-Moderator Kurt Loder, musste per Hubschrauber evakuiert werden. Ein Polizeieinsatz mit Unterstützung eines Sondereinsatzkommandos beendete schließlich die Krawalle.

Die Ausschreitungen des Festivals wurden später als Zeichen für die Gewaltbereitschaft und Frauenfeindlichkeit der modernen Rockmusik, vor allem aber des Nu Metal, gewertet. Das Musikmagazin Spin machte Korn, Eminem und Limp Bizkit für die Gewalttaten verantwortlich. In der Ausgabe aus dem Januar 2000 heißt es: 

„Woodstock wurde deshalb zum entscheidenden Ereignis des Jahres, weil darin der überwältigende Wunsch zum Ausdruck kam, die Rockmusik der zornigen weißen Rapper als Stimme der aufsässigen Jugend zu etablieren. Das geschah tragischerweise auf Kosten aller, vor allem auf Kosten der Frauen, die dabei zufällig im Weg standen.“

## Interpreten
| - Arlo Guthrie - James Brown - Buckcherry - Bush - The Chemical Brothers - George Clinton & the P.Funk All-Stars - Collective Soul - Elvis Costello - Counting Crows - Creed - Sheryl Crow - DMX - Everlast - Everclear - Fatboy Slim - Godsmack - Guster - Mickey Hart-Planet Drum - Bruce Hornsby - Ice Cube - Insane Clown Posse - Jamiroquai - Wyclef Jean with the Refugee Allstars - Jewel | - Kid Rock - Korn - Limp Bizkit - Lit - Live - Los Lobos - Dave Matthews Band - Megadeth - Metallica - Moby - moe. - Alanis Morissette - Willie Nelson - Mike Ness - The Offspring - Oleander - Our Lady Peace - Rage Against the Machine - Sevendust - Red Hot Chili Peppers - The Roots - Rusted Root - Brian Setzer Orchestra - The Tragically Hip - The Umbilical Brothers - Vertical Horizon |

## Dokumentation
- Absolutes Fiasko: Woodstock '99 (2022). Dokumentation mit drei Episoden über das Festival